# Lepilemuridae
I Lepilemuridi (Lepilemuridae Gray, 1870) sono una famiglia di lemuri endemici del Madagascar.

## Tassonomia
La famiglia comprende due Generi (Lepilemur e Megaladapis) e 28 specie (25 di Lepilemur e 3 di Megaladapis):
- Genere Lepilemur
  - Lepilemur aeeclis - lepilemure di Antafia
  - Lepilemur ahmansonorum - lepilemure di Ahmason
  - Lepilemur ankaranensis - lepilemure di Ankarana
  - Lepilemur betsileo - lepilemure betsileo
  - Lepilemur dorsalis - lepilemure dalla schiena grigia
  - Lepilemur edwardsi - lepilemure di Milne-Edwards
  - Lepilemur fleuretae - lepilemure di Fleurete
  - Lepilemur grewcockorum - lepilemure di Grewcock (sin.:Lepilemur manasamody)
  - Lepilemur hubbardorum - lepilemure di Hubbard
  - Lepilemur jamesi - lepilemure di James
  - Lepilemur leucopus - lepilemure dai piedi bianchi
  - Lepilemur microdon - lepilemure dal collo chiaro
  - Lepilemur milanoii - lepilemure cerchiato
  - Lepilemur mittermeieri - lepilemure di Mittermeier
  - Lepilemur mustelinus - lepilemure mustelino o lemure-donnola
  - Lepilemur otto - lepilemure di Otto
  - Lepilemur petteri - lepilemure di Petter
  - Lepilemur randrianasoli  - lepilemure di Randrianasoli
  - Lepilemur ruficaudatus - lepilemure dalla coda rossa
  - Lepilemur sahamalazensis - lepilemure di Sahamalaza
  - Lepilemur scottorum - lepilemure di Scott
  - Lepilemur seali - lepilemure di Seal
  - Lepilemur septentrionalis - lepilemure settentrionale
  - Lepilemur tymerlachsoni - lepilemure di Hawk
  - Lepilemur wrighti - lepilemure di Wright
- Genere Megaladapis †;
  - Megaladapis edwardsi †;
  - Megaladapis madagascariensis †;
  - Megaladapis grandidieri †;